# Ремпінський Олег Олександрович
Ремпінський Олег Олександрович (рос. Ремпинский Олег Александрович; 13.03.1966 — 31.10.2015) — радянський і український кіносценарист, автор пісень.

## Біографічні відомості
Народився 13 березня 1966 р. у м. Дудінка (Росія) в родині військовослужбовця. Закінчив факультет журналістики Київського державного університету ім. Т. Г. Шевченка (1990). 
Автор сценаріїв фільмів: «Метус» (1990, Ризька кіност.), «Медовий місяць» (1991), «Двійник» (1995). 
Співавтор серіалу «Охота на генія» (2006), фільму «Москва. Голоси ускользаючих істин» (2008). 
У 2002 році Мирослав Слабошпицький і Олег Ремпінський стали дипломантами конкурсу «Коронація слова — 2001» за короткометражну стрічку «Чорнобильський Робінзон».
Член Національної Спілки кінематографістів України.